# Внутрішня збірна Тунісу з футболу
Внутрішня збірна Тунісу з футболу (араб. منتخب تونس لكرة القدم) — футбольна збірна, що складається з гравців чемпіонату Тунісу, яка представляє Туніс на чемпіонаті африканських націй. Контролюється Федерацією футболу Тунісу.

## Історія
Збірна була створена 2009 року для участі в першому чемпіонаті африканських націй, проте не пройшла кваліфікацію. Проте вже на наступному чемпіонаті африканських націй 2011 року, збірна виграла турнір, розгромивши в фіналі з рахунком 3-0 збірну Анголи

## Статистика
| Чемпіонат африканських націй | Чемпіонат африканських націй | Чемпіонат африканських націй | Чемпіонат африканських націй | Чемпіонат африканських націй | Чемпіонат африканських націй | Чемпіонат африканських націй | Чемпіонат африканських націй | Чемпіонат африканських націй |
| Участей: 1                   | Участей: 1                   | Участей: 1                   | Участей: 1                   | Участей: 1                   | Участей: 1                   | Участей: 1                   | Участей: 1                   | Участей: 1                   |
| Рік                          | Раунд                        | Місце                        | І                            | В                            | Н                            | П                            | ГЗ                           | ГП                           |
| ---------------------------- | ---------------------------- | ---------------------------- | ---------------------------- | ---------------------------- | ---------------------------- | ---------------------------- | ---------------------------- | ---------------------------- |
| 2009                         | Не кваліфікувалися           | Не кваліфікувалися           | Не кваліфікувалися           | Не кваліфікувалися           | Не кваліфікувалися           | Не кваліфікувалися           | Не кваліфікувалися           | Не кваліфікувалися           |
| 2011                         | Переможці                    | 1                            | 6                            | 4                            | 2                            | 0                            | 11                           | 3                            |
| 2014                         | В процесі                    | В процесі                    | В процесі                    | В процесі                    | В процесі                    | В процесі                    | В процесі                    | В процесі                    |
| 2016                         | В процесі                    | В процесі                    | В процесі                    | В процесі                    | В процесі                    | В процесі                    | В процесі                    | В процесі                    |
| Всього                       | Переможець                   | 1/2                          | 6                            | 4                            | 2                            | 0                            | 11                           | 3                            |